# Tom Beugelsdijk
Tom Beugelsdijk (Den Haag, 7 augustus 1990) is een Nederlands voormalig profvoetballer die doorgaans als centrale verdediger speelt.

## Carrière
Beugelsdijk speelde vanaf 2000 in de jeugdopleiding van ADO Den Haag. Dat verhuurde hem in de seizoenen 2010/11 en 2011/12 aan FC Dordrecht, destijds actief in de Jupiler League. Beugelsdijk debuteerde hiervoor op 13 augustus 2010 in het betaald voetbal, thuis tegen SC Cambuur. Hij maakte zijn eerste doelpunt op 26 september 2010, uit tegen AGOVV.
Beugelsdijk behoorde vanaf het seizoen 2012/13 tot de selectie van ADO Den Haag. Hiervoor debuteerde hij op 25 augustus 2012, uit tegen VVV Venlo. Hij viel die wedstrijd in voor Tjaronn Chery. Beugelsdijk maakte op 23 september 2012 zijn debuut in de basis van ADO Den Haag, thuis tegen Ajax (1-1). Die wedstrijd maakte hij ook zijn eerste doelpunt voor de Haagse club.
Nadat hij twee seizoenen bij ADO Den Haag in de Eredivisie speelde, vertrok Beugelsdijk transfervrij naar Duitsland. Hij tekende hier een tweejarig contract bij FSV Frankfurt. Daarmee werd hij in zijn eerste seizoen dertiende in de 2. Bundesliga. Het bleef bij dat ene jaar bij de club, want Beugelsdijk keerde in augustus 2015 terug naar ADO Den Haag. Op 14 augustus 2020 maakte hij de overstap naar Sparta Rotterdam. Hij tekende voor twee jaar bij de club uit Rotterdam-West.
In juli 2022 tekende Beugelsdijk een driejarig contract bij Helmond Sport. Op 27 juni 2023 vertrok hij per direct bij Helmond Sport. Hierna trainde hij mee met het tweede elftal van ADO om zijn conditie op peil te houden in afwachting van een nieuwe club.
In januari 2024 tekende Beugelsdijk een contract tot het einde van seizoen 2023-2024 bij SVV Scheveningen. Hij maakte zijn debuut voor Scheveningen op 13 januari in de 2-0 verloren wedstrijd tegen SV Spakenburg.

## Statistieken
| Seizoen          | Club                  | Competitie       | Competitie | Competitie | Beker | Beker | Internationaal | Internationaal | Overig | Overig | Totaal | Totaal |
| Seizoen          | Club                  | Competitie       | Wed.       | Goal       | Wed.  | Goal  | Wed.           | Goal           | Wed.   | Goal   | Wed.   | Goal   |
| ---------------- | --------------------- | ---------------- | ---------- | ---------- | ----- | ----- | -------------- | -------------- | ------ | ------ | ------ | ------ |
| 2010/11          | → FC Dordrecht (huur) | Jupiler League   | 28         | 4          | 2     | 0     | —              | —              | —      | —      | 30     | 4      |
| 2011/12          | → FC Dordrecht (huur) | Jupiler League   | 26         | 2          | 1     | 0     | —              | —              | —      | —      | 27     | 2      |
| Club totaal      | Club totaal           | Club totaal      | 54         | 6          | 3     | 0     | 0              | 0              | 0      | 0      | 57     | 6      |
| 2012/13          | ADO Den Haag          | Eredivisie       | 28         | 2          | 2     | 0     | —              | —              | —      | —      | 30     | 2      |
| 2013/14          | ADO Den Haag          | Eredivisie       | 30         | 4          | 2     | 0     | —              | —              | —      | —      | 32     | 4      |
| Club totaal      | Club totaal           | Club totaal      | 58         | 6          | 4     | 0     | 0              | 0              | 0      | 0      | 62     | 6      |
| 2014/15          | FSV Frankfurt         | 2. Bundesliga    | 25         | 1          | 2     | 0     | —              | —              | 0      | 0      | 27     | 1      |
| Club totaal      | Club totaal           | Club totaal      | 25         | 1          | 2     | 0     | 0              | 0              | 0      | 0      | 27     | 1      |
| 2015/16          | ADO Den Haag          | Eredivisie       | 24         | 2          | 0     | 0     | —              | —              | —      | —      | 24     | 2      |
| 2016/17          | ADO Den Haag          | Eredivisie       | 28         | 3          | 3     | 0     | —              | —              | —      | —      | 31     | 3      |
| 2017/18          | ADO Den Haag          | Eredivisie       | 26         | 2          | 1     | 0     | —              | —              | —      | —      | 27     | 2      |
| 2018/19          | ADO Den Haag          | Eredivisie       | 26         | 0          | 2     | 1     | —              | —              | —      | —      | 28     | 1      |
| 2019/20          | ADO Den Haag          | Eredivisie       | 19         | 1          | 1     | 0     | —              | —              | —      | —      | 20     | 1      |
| Club totaal      | Club totaal           | Club totaal      | 123        | 8          | 7     | 1     | 0              | 0              | 0      | 0      | 130    | 9      |
| Club totaal      | Club totaal           | Club totaal      | 181        | 14         | 11    | 1     | 0              | 0              | 0      | 0      | 192    | 15     |
| 2020/21          | Sparta Rotterdam      | Eredivisie       | 29         | 2          | 1     | 0     | 0              | 0              | 1      | 0      | 31     | 2      |
| Club totaal      | Club totaal           | Club totaal      | 29         | 2          | 1     | 0     | 0              | 0              | 1      | 0      | 31     | 2      |
| Nederland totaal | Nederland totaal      | Nederland totaal | 264        | 22         | 15    | 1     | 0              | 0              | 1      | 0      | 280    | 23     |
| Duitsland totaal | Duitsland totaal      | Duitsland totaal | 25         | 1          | 2     | 0     | 0              | 0              | 0      | 0      | 27     | 1      |
| Carrière totaal  | Carrière totaal       | Carrière totaal  | 289        | 23         | 17    | 1     | 0              | 0              | 1      | 0      | 307    | 24     |

Bijgewerkt t/m 14 augustus 2020